# La dulce enemiga
La dulce enemiga és una pel·lícula dramàtica mexicana del 1957 dirigida per Tito Davison. La pel·lícula va rebre quatre nominacions i va guanyar dos a la XIII edició dels Premis Ariel al millor director per Davison i millor actriu per Silvia Pinal. El guió fou adaptat per Tulio Demicheli, Ulyses Petit de Murat i Davison de la novel·la L'ennemie d'André-Paul Antoine.

## Sinopsi
Els fantasmes de Nicolás, Antonio i Ricardo, que van ser marits (o potser víctimes) de Lucrecia expliquen la història d'aquesta "femme fatale", utilitzant la tècnica de flashbacks per embastar la situació sobre diners i amor.

## Repartiment
- Silvia Pinal - Lucrecia
- Joaquín Cordero - Nicolás
- Carlos Riquelme - Antonio
- Mary López - Catalina
- Miguel Manzano - Doctor Hugo Bellini
- Consuelo Monteagudo - Anita, secretària
- Nicolás Rodríguez - Federico, carnisser
- Armando Arriola -Pare de Lucrecia
- Alberto de Mendoza - Ricardo

## Premis
Als XIII edició dels Premis Ariel va rebre dos premis de quatre nominacions: 
| 1958 | Tito Davison    | Millor direcció             | Guanyador |
| 1958 | Silvia Pinal    | Millor actriu               | Guanyador |
| 1958 | Carlos Riquelme | Millor actor de repartiment | Nominat   |
| 1958 | Tulio Demicheli | Millor guió adaptat         | Nominat   |